# Comuna Maidan-Cernelevețkîi, Derajnea
Maidan-Cernelevețkîi (în ucraineană Майдан-Чернелевецький) este o comună în raionul Derajnea, regiunea Hmelnîțkîi, Ucraina, formată din satele Maidan-Cernelevețkîi (reședința), Makarove, Stara Huta și Stepivka.

## Demografie
Componența lingvistică a comunei Maidan-Cernelevețkîi
     Ucraineană (98,72%)
     Alte limbi (1,28%)
Conform recensământului din 2001, majoritatea populației comunei Maidan-Cernelevețkîi era vorbitoare de ucraineană (98,72%), existând în minoritate și vorbitori de alte limbi.